# Vriesea atrococcinea
Vriesea atrococcinea är en gräsväxtart som beskrevs av Werner Rauh. Vriesea atrococcinea ingår i släktet Vriesea och familjen Bromeliaceae. Inga underarter finns listade i Catalogue of Life.